# Square (firma)
Square, úplným názvem Square Co., Ltd. (japonsky 株式会社スクウェア Kabušiki-gaiša Sukuwea) nebo příležitostně obchodní značkou SquareSoft, byla japonská společnost vyvíjející a publikující počítačové hry a videohry se sídlem v Tokiu. Jejím zakladatelem byl v září 1986 Masafumi Mijamoto. Mezi nejznámější série her z dílny Square patří Final Fantasy.
Společnost zahájila činnost již o tři roky dříve coby součást konstrukční firmy Den-Yu-Sham, kterou vlastnil otec Madafumiho Mijamota. Osamostatnila se až v roce 1986 a zanikla 1. dubna 2003 fúzí se společností Enix. Vznikla tak firma Square Enix, jež je oficiálním nástupcem jen Enixu.

## Videohry a počítačové hry
- The Death Trap (1984)
- Dragon Slayer (1985)
- Final Fantasy (1987)
- Secret of Mana (1993)
- Chrono Trigger (1995)
- Super Mario RPG (1996)
- Legend of Mana (1999)
- Unlimited Saga (2002)